# Straßenverkehrsgenossenschaft
Die Straßenverkehrsgenossenschaft (SVG) ist ein Beratungs- und Servicedienstleister für die Transport- und Logistikbranche. Zum Angebot zählen die Themengebiete Aus- und Weiterbildung, Arbeitssicherheit, Maut- und Tankkartenabrechnung sowie Versicherungen. Des Weiteren bietet die SVG für europaweit tätige Logistikunternehmen einen Erstattungsservice für entrichtete Mehrwert- und Mineralölsteuer an. Darüber hinaus betreibt die SVG-Gruppe Autohöfe und Tankstellen.
In Deutschland haben sich 15 regionale Straßenverkehrsgenossenschaften (SVGen) unter dem Dach der SVG Bundes-Zentralgenossenschaft Straßenverkehr eG (SVG Zentrale eG) mit Sitz in Frankfurt am Main zusammengeschlossen. Rund 8.000 Transport- und Logistikunternehmen in Deutschland sind Mitglied bei einer SVG.
Die SVG wurde im Jahr 1948 als eingetragene Genossenschaft gegründet. Sie ist Mitglied im Bundesverband Güterkraftverkehr Logistik und Entsorgung (BGL) e. V.

## Standorte
Die regionalen SVGen sind dezentral unter dem Dach der SVG Bundes-Zentralgenossenschaft Straßenverkehr eG (SVG Zentrale eG) mit dem Hauptsitz in Frankfurt am Main organisiert. Zur Gruppe gehören die folgenden regionalen Genossenschaften:
- SVG Straßenverkehrsgenossenschaft Berlin und Brandenburg eG (Sitz: Berlin)
- Straßenverkehrsgenossenschaft Pfalz eG (Sitz: Kaiserslautern)
- Straßenverkehrs-Genossenschaft Bremen eG
- Straßenverkehrsgenossenschaft Rheinland eG (Sitz: Koblenz)
- SVG Straßenverkehrs-Genossenschaft Sachsen und Thüringen eG (Sitz: Dresden)
- SVG-Straßenverkehrs-Genossenschaft Nordrhein eG (Sitz: Düsseldorf)
- SVG Service und Vertrieb Süd GmbH (Sitz: Stuttgart)
- SVG Straßenverkehrsgenossenschaft Hessen eG (Sitz: Frankfurt am Main)
- Straßenverkehrs-Genossenschaft Westfalen-Lippe eG (Sitz: Münster)
- SVG Straßenverkehrsgenossenschaft Baden eG (Sitz: Freiburg und Mannheim), zuvor SVG Südbaden (Sitz: Freiburg)
- SVG Straßenverkehrsgenossenschaft Schleswig-Holstein eG (Sitz: Neumünster)
- SVG Hamburg Straßenverkehrsgenossenschaft eG
- Straßenverkehrs-Genossenschaft (SVG) Niedersachsen/Sachsen-Anhalt eG (Sitz: Hannover)
- Straßenverkehrsgenossenschaft Saar (SVG) eG (Sitz: Saarbrücken)
- SVG Handel und Service Mecklenburg-Vorpommern GmbH (Sitz: Schwerin)[2]

## Geschäftsfelder
Die SVG-Gruppe bietet unterschiedliche Dienstleistungen für Unternehmen aus der Transport- und Logistikbranche an. Dazu gehören die folgenden Bereiche:

### Autohöfe und Tankstellen
Die SVG betreibt in Eigenregie oder gemeinsam mit Partnern 26 Autohöfe:
- Autohof Coswig
- Autohof Diemelstadt
- Autohof Dresden "Elbaue"
- Autohof Düsseldorf
- Autohof Gelsenkirchen
- Autohof Hannover-Hainholz
- Autohof Hessisch Lichtenau
- Autohof Kaiserslautern
- Autohof Kirchheim
- Autohof Köln
- Autohof Krefeld
- Autohof Lohfeldener Rüssel
- Autohof Ludwigshafen-Oggersheim
- Autohof Merenberg
- Autohof Neumünster
- Autohof Neuruppin
- Autohof Niederelsungen
- Autohof Süd
- Autohof Stollberg
- Autohof Saarbrücken
- Autohof Schlüchtern
- Autohof Schwabhausen
- Autohof Schwülper
- Autohof Solingen
- Autohof Stuhr
- Autohof Stuttgart

Darüber hinaus betreibt die SVG einige Tankstellen.

### Mautabrechnung
Transport- und Logistikunternehmen haben die Möglichkeit, die LKW-Maut über die SVGen abzurechnen. In diesem Bereich zählt die Genossenschaft rund 13.000 Kunden.

### Tankkarten
Die SVG bietet verschiedene Tankkarten an, unter anderem in Kooperation mit DKV Euro Service, Esso, Shell und Total.

### Arbeitssicherheit
Die SVGen beraten rund 65.000 Unternehmen über sichere Arbeitsabläufe zur Vermeidung von Schäden an Mensch, LKW und Transportgut. Zielgruppe des Angebots sind vor allem Klein- und Mittelbetriebe.

### Aus- und Weiterbildung von Berufskraftfahrern
Die SVG-Gruppe bildet Berufskraftfahrer in gewerbeeigenen SVG-Fahrschulen aus und bietet Weiterbildungsmaßnahmen an. 2019 wurden insgesamt 80.000 Berufskraftfahrer geschult. Die SVG betreibt eine Online-Seminardatenbank mit Qualifizierungsangeboten für Transport- und Logistikberufe. Darüber hinaus werden Fahrsicherheitstrainings durchgeführt.

### Versicherungen
Die SVG vermittelt Versicherungen für Transport- und Logistikunternehmen. Die Zusammenarbeit erfolgt in diesem Bereich mit dem Anbieter KRAVAG.

### Mehrwertsteuer-Erstattungs-Service
Der SVG MwSt-Rückerstattungsservice holt in 23 Ländern Europas gezahlte Mehrwertsteuer auf Dieselkraftstoff, Autobahn-, Tunnel- und Mautgebühren, Reparaturen sowie Standmieten und Messeausgaben zurück. Unter anderem auch die Mineralölsteuer.

## Tochterunternehmen
Zur SVG-Gruppe gehören mehrere Tochterunternehmen, darunter die
- Handelsgesellschaft für Kraftfahrzeugbedarf (HGK)
- die SVG Zertifizierungsdienst GmbH
- die Deutscher Behälter-Dienst GmbH (DBD)
- die SVG-Akademie GmbH

Der SVG Assekuranz-Service bietet darüber hinaus als Tochterunternehmen von SVG und KRAVAG verschiedene Versicherungen an.

## Partner
Die SVGen arbeiten als Verbund mit mehreren Partnern zusammen. Dazu gehören:
- der Bundesverband Güterkraftverkehr Logistik und Entsorgung
- die AGES-Gruppe, die im Bereich der Entwicklung, Errichtung dem Betrieb von Abrechnungs- und Zahlungssystemen für Straßenmaut tätig ist
- die KRAVAG-Versicherungen
- die KRAVAG Umweltschutz
- die R+V Versicherungen
- das VVW – Versorgungswerk der Verkehrswirtschaft e.V.
- die ServiCon eG
- die Gesellschaft für Qualität im Arbeitsschutz
- die BG Verkehr
- die BGHW
- der ASD
- die SVG Consult, die sich mit Risiko- und Schadensmanagement im Verkehrsgewerbe befasst
- die SVG Zertifizierungs GmbH, die Managementsysteme von Unternehmen des Straßenverkehrsgewerbes begutachtet und zertifiziert
- die Deutscher Behälterdienst GmbH[11]